# Pyrrhidium sanguineum
Pyrrhidium sanguineum је врста инсекта из реда тврдокрилаца (Coleoptera) и породице стрижибуба. Сврстана је у потпородицу Cerambycinae.

## Распрострањеност
Врста је распрострањена на подручју Европе, Јужног Кавказа, Ирана и Северне Африке. У Србији се среће спорадично.

## Опис
Глава, пронотум и елитрони су са густом, сомотастом пубесценцијом. На пронотуму се налази глатка, гола средња линија. Ноге и антене су црне боје. Антене су средње дужине. Дужина тела је од 6 до 15 mm.

## Биологија
Животни циклус траје годину до две године. Ларве се развијају у мртвим стаблима и гранама. Адулти су активни од априла до јуна и срећу се на биљци домаћину. Као домаћини јављају се различите врсте листопадног дрвећа, али преферира храст (буква, дивљи кестен, граб, питоми кестен, брест, јабука, итд.).

## Синоними
- Cerambyx sanguineus Linneus, 1758
- Callidium sanguineum (Linnaeus, 1758)
- Phymatodes sanguineus (Linnaeus, 1758)
- Pyrrhydium sanguineum (misspelling) m